# نژاد سگ

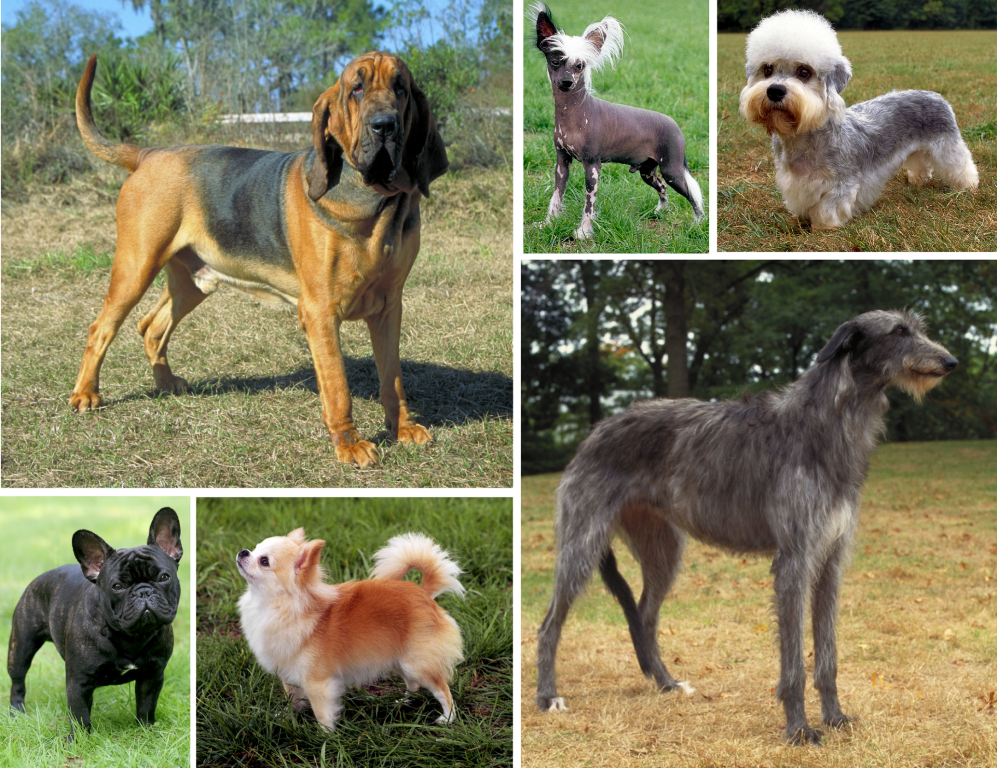
تنوع مورفولوژیک سگ

نژاد سگ (به انگلیسی: Dog breed)، نوع خاصی از سگ است که به‌طور هدفمند توسط انسان برای انجام وظایف خاصی مانند گله‌داری، شکار و نگهبانی پرورش داده شده‌است. سگ‌ها متغیرترین پستاندار روی زمین هستند، با انتخاب مصنوعی که بیش از ۴۵۰ نژاد شناخته‌شده در سطح جهانی تولید می‌کند. این نژادها دارای صفات متمایز مربوط به ریخت‌شناسی هستند که شامل اندازه بدن، شکل جمجمه، فنوتیپ دم، نوع خز، شکل بدن و رنگ خز می‌باشد. ویژگی‌های رفتاری آن‌ها شامل نگهبانی، گله‌داری و شکار و ویژگی‌های شخصیتی مانند رفتار بیش از حد اجتماعی، جسارت و پرخاشگری است. اکثر نژادها از تعداد کمی از بنیانگذاران در ۲۰۰ سال گذشته مشتق شده‌اند. در نتیجه، امروزه سگ‌ها فراوان‌ترین گونه گوشت‌خوار هستند و در سراسر جهان پراکنده هستند.
یک نژاد سگ به‌طور مداوم ویژگی‌های فیزیکی، حرکت و رفتار را ایجاد می‌کند که در طی دهه‌ها پرورش گزینشی ایجاد شده‌است. برای هر نژادی که آنها را می‌شناسند، باشگاه‌های پرورشگاهی و ثبت نژادها معمولاً یک استاندارد نژاد را حفظ و منتشر می‌کنند که توصیفی مکتوب از نمونه ایده‌آل نژاد است. از دیگر کاربردهای اصطلاح نژاد هنگام اشاره به سگ می‌توان به نژادهای خالص، نژادهای متقابل، نژادهای مخلوط و نژادهای طبیعی اشاره کرد.